# Boris Geršak
Boris Geršak, slovenski pomorski častnik, * 1966.
Kapitan Geršak je bil 2013–16 in 2017–18 poveljnik Mornariškega diviziona SV, odtlej načelnik štaba v generalštabu SV (2018-?)

## Vojaška kariera
- povišan v kapitana bojne ladje (15. maj 2009)
- povišan v kapitana (27. oktober 2023)